# 光善寺塔
光善寺塔，位于山东省济宁市金乡县城区，是中华人民共和国全国重点文物保护单位之一。
2006年12月7日，公布为山东省文物保护单位，2013年5月公布为全国重点文物保护单位，是一座古建筑。